# God of War (franquicia)
God of War es una franquicia de videojuegos de acción y aventura creada por  David Jaffe desarrollada por Santa Monica Studio de Sony. Comenzó en 2005 en la consola de videojuegos PlayStation 2 (PS2) y se ha convertido en una serie insignia para PlayStation, compuesta por nueve entregas en múltiples plataformas. Basada en mitologías antiguas, la trama de la serie sigue a Kratos, un guerrero espartano que se convierte en el Dios de la Guerra y entra en conflicto con varios panteones mitológicos. Los primeros juegos de la serie se basan en la mitología griega y ven a Kratos seguir un camino de venganza contra los dioses olímpicos; Los juegos posteriores se basan en la mitología nórdica y ven a Kratos en un camino de redención al mismo tiempo que presentan a su hijo Atreus como protagonista secundario, ya que entran en conflicto o interactúan con varias deidades y figuras nórdicas.
Santa Monica Studio ha desarrollado todas las entregas principales, mientras que Ready at Dawn y Javaground/Sony Online Entertainment-Los Angeles (SOE-LA) desarrollaron los tres juegos secundarios. Sony Interactive Entertainment (SIE) ha publicado todos los juegos excepto la entrega para teléfonos móviles, que fue publicada por Sony Pictures Digital. Los primeros siete juegos conforman la era griega de la franquicia. God of War (2005), God of War II (2007) y God of War III (2010) comprenden su trilogía principal; los dos primeros se lanzaron en la PS2 y el tercero en la PlayStation 3 (PS3). También se lanzó una precuela, Ascension (2013), para PS3. Otros juegos incluyen Chains of Olympus (2008) y Ghost of Sparta (2010) para PlayStation Portable (PSP) y Betrayal (2007) para teléfonos móviles compatibles con la plataforma Java, Micro Edition (Java ME). La era nórdica comenzó con el juego God of War de 2018, que se lanzó para PlayStation 4 (PS4) y luego para Windows en enero de 2022. Estuvo acompañado de una breve precuela, A Call from the Wilds (2018), un juego basado en texto a través de Facebook Messenger. Una secuela, Ragnarök, se lanzó en noviembre de 2022 para PS4 y PlayStation 5 (PS5) y concluyó la era nórdica, que recibió un epílogo en forma de paquete de expansión titulado Valhalla en diciembre de 2023; En septiembre de 2024 se lanzó una versión de Ragnarök para Windows.
Los juegos de la serie han sido elogiados como algunos de los mejores juegos de acción de todos los tiempos. La serie ha recibido numerosos premios, incluidos varios reconocimientos al Juego del Año por las entregas de 2005 y 2018. Algunos juegos también han sido remasterizados para plataformas PlayStation más nuevas. Hasta noviembre de 2023, la franquicia ha vendido aproximadamente más de 66 millones de juegos en todo el mundo y es la marca propia más rentable de PlayStation. Las fuertes ventas y el apoyo de la serie llevaron a la expansión de la franquicia a otros medios, como tres series de cómics y tres novelas. Se había estado desarrollando una adaptación cinematográfica de la entrega original, pero finalmente fue cancelada; sin embargo, se está desarrollando una adaptación de una serie de televisión de la era nórdica para Amazon Prime Video. La mercancía incluye obras de arte, ropa, juguetes y réplicas de accesorios, así como las bandas sonoras de los juegos, incluido un álbum de heavy metal, Blood & Metal (2010), con música original de varias bandas que se inspiraron en la serie.

## Recepción
El día 11 de noviembre de 2020 se informó que la saga había superado los 51 millones de copias totales, situándola como una de las 3 sagas más importantes de la marca de Sony Interactive Entertainment, junto a Uncharted y Gran Turismo. God of War ha generado $500 millones de dólares para Sony Interactive Entertainment.

## Historia deGod of War

### Inicios
La infancia de Kratos es explicada durante el desarrollo del primer juego. Es maltratado, como solía hacerse a los niños altos y fuertes en la antigua Grecia. A su hermano, al tener una marca que el oráculo predijo que portaría el que causara la perdición del Olimpo, Ares lo secuestra y lo lleva al reino de la muerte.
Después de recibir entrenamiento, Kratos, ya casado y con una hija, Calíope, se convierte en un gran general del ejército espartano y prometió no detenerse hasta que la gloria de Esparta estuviera en lo más alto. Las tácticas de sus ejércitos eran brutales, pero muy efectivas. Sin embargo, un día, un enfrentamiento contra el ejército bárbaro dio un resultado adverso para su armada. Con su ejército destruido y a punto de ser asesinado por el líder bárbaro, Kratos pide la ayuda de Ares, el dios de la guerra, ofreciéndole su vida a cambio. El dios desciende de los cielos y acaba con todos los enemigos, y luego entrega a Kratos las Espadas de Caos, que son adheridas a sus brazos por cadenas.
El guerrero espartano sucumbe totalmente al poder de Ares, quien le exige ciertas tareas de destrucción y conquista. Las tácticas del ejército de Kratos son aún más brutales que antes, asesinando sanguinariamente a cualquiera que opusiera alguna mínima resistencia. En una de sus misiones, Kratos debía quemar una aldea que se oponía a la armada de Esparta. En su afán de sangre y conquista, Kratos quiso ingresar al templo de la aldea, el oráculo le advierte que no debía entrar, sin embargo la hace a un lado e ingresa, asesinando a todos los presentes. Cuando lanza por última vez sus espadas hacia sus víctimas, entiende que había asesinado a su esposa e hija. Kratos queda devastado y como castigo por tal acción y brutalidad, tendría adheridas sobre su piel las cenizas de su esposa e hija por la eternidad; aunque Ares le explica que hizo eso para que no tenga ningún lazo afectivo y poder convertirlo en el guerrero perfecto, aun así, el guerrero espartano renunció a seguir siendo el súbdito del dios de la guerra.

### Rompiendo las cadenas
Al querer romper el pacto de sangre con Ares, las furias, encargadas de castigar a los que cometieran dicha acción, comenzaron a hacerle ver visiones a Kratos. Orkos, hijo de las furias, traiciona a sus madres y a su padre Ares al descubrir que planeaban destronar a Zeus del mandato del Olimpo, por lo que avisa al espartano del hechizo que sufría y que debía alcanzar el oráculo de Delfos para conocer la verdad. A pesar de los intentos de Pólux para que el oráculo muriera y no pudiera ver a Kratos, el guerrero logra descubrir su propósito antes que el oráculo falleciera. Este le avisa que solo encontrando los ojos de la verdad podría romper el encanto de las furias.
Una vez alcanzado dicho elemento, las furias descubren a Orkos, quien ayudaba a Kratos e intentaba avisarle de la presencia de sus madres y toman como prisionero al espartano quien más adelante rompe las cadenas logrando escapar. Las furias le ofrecen vivir en una ilusión en la que su hija y esposa estarían vivas junto con él, pero Kratos prefiere vivir la verdad, combatiendo y asesinando a las hermanas. Al regresar a su casa en Esparta, Orkos le avisa que no se liberó del pacto con Ares, ya que las furias lo habían convertido a él guardián de los pactos de sangre por lo que le pide a Kratos de asesinarlo de forma digna. A pesar de oponer resistencia, entiende que es lo mejor y le da al hijo de las furias una muerte honorable como había pedido.
Sin embargo, al romperse el lazo con el dios de la guerra, las visiones sobre su pasado, sobre los asesinatos a inocentes y a su familia y sobre sus brutales técnicas en el campo de batalla se vuelven algo cotidiano. Decide quemar su casa y dejar Esparta para redimirse por su pasado sirviendo a los dioses en busca de que estos eliminen las visiones que lo atormentan.

### Sirviendo a los dioses
Kratos, siguiendo la palabra de los dioses, realiza todo tipo de tareas. Es enviado por los dioses a la costa de Ática para detener el avance de los persas.
Tras parar el ataque de los persas y asesinar al Basilisco, Kratos no tiene suficiente y reclama a los dioses más y más faenas y es cuando ve que el Sol cae contra la Tierra sumiendo el mundo en oscuridad. Se dirige hacia la zona de la colisión cerca de la ciudad de Maratón. Al llegar, la ve envuelta por una niebla de donde surgen enemigos y el Gran Carro de Helios, dios del Sol. Kratos se abre paso entre las diversas criaturas que invaden la ciudad y logra alcanzar el carro y tras escalarlo, Atenea se presenta como una estatua y comunica a Kratos que Morfeo ha lanzado su manto y está sumiendo a los dioses en un profundo sueño. Sin un Sol que ilumine Morfeo no tiene límites. Kratos tiene una nueva misión: devolver el Sol al cielo. Se adentra en el Templo de Helios y tras un corto camino se topa con Eos, que comunica a Kratos que su hermano, Helios, había sido secuestrado por Atlas y que se encuentra en el Hades. Kratos se adentra en el Inframundo en busca de Atlas pero allí ve a su fallecida hija, Calíope. Kratos sigue su rastro y finalmente se topa con Perséfone, esposa de Hades y reina del Inframundo. Perséfone ofrece a Kratos la oportunidad de expiarse de sus pecados para descansar en paz con su hija. Kratos acepta y pierde sus poderes a cambio de estar con su hija en los Campos Elíseos. Al fin, Kratos abraza a su querida hija pero Perséfone acaba el reencuentro porque ella era la verdadera artífice del plan para liberar a Atlas y éste, con los poderes del Sol en sus manos, destruiría el enorme pilar que sostiene la Tierra y así acabaría con el Olimpo de una vez por todas mientras los dioses duermen por culpa de Morfeo. Kratos se da cuenta de su error y decide, aunque sea muy doloroso, separarse de su hija y recobrar sus poderes de la única forma que sabe: matando a los muertos inocentes y siendo otra vez el fantasma de Esparta. Tras una encarnizada lucha contra Perséfone, el gran titán Atlas entra en la batalla tratando de aplastar a Kratos. Después de encadenar los poderosos brazos del titán cargando el mundo en sus brazos y después se decide terminar con Perséfone. Kratos logra terminar con ella pero antes de irse Atlas le dice que los olímpicos no le ayudarán. Kratos responde que los servirá fielmente. Atlas acaba la conversación diciendo que se volverán a ver. Atlas siempre sostendrá el mundo sobre sus hombros, un castigo peor que el que Zeus impuso a los otros titanes. Así es como Kratos retornó el Sol al cielo y Morfeo se retiró a las sombras. Finalmente, Kratos se lanza del carruaje quedando inconsciente sobre la montaña más alta de toda Grecia pagando un alto precio incluso para el fantasma de Esparta.

### El viaje comienza
El primer videojuego de la saga comienza con el guerrero en un barco luchando contra la hidra por encargo del dios de los mares Poseidón. Previo a llegar a Esparta, Kratos sale a la cubierta en plena lluvia y le reprocha a Atenea que después de diez años de servicio los dioses no habían cumplido lo prometido. La diosa le dice que aún faltaba una última misión: Ares estaba destruyendo Atenas por lo que la diosa de dicha ciudad le pide a Kratos que detenga al dios de la guerra en su paso de destrucción ya que Zeus decretó que los dioses no podían luchar entre ellos.
Kratos llega a Atenas luego de combatir con un gran número de soldados no muertos, gorgonas y minotauros, entre otros seres mitológicos. Luego de salvar al oráculo de Atenas de la muerte, Atenea le revela a Kratos que la única forma de que él pudiese asesinar a Ares era consiguiendo la caja de Pandora que se encontraba en el Templo de Pandora, encadenado a la espalda del titán Cronos en el Desierto de las almas perdidas. El semidiós supera el desierto e ingresa en el templo repleto de laberintos y enemigos. Finalmente consigue la caja pero es asesinado por Ares quien al enterarse de que el espartano había cumplido su misión, lanza una gran estaca de piedra que le atraviesa el cuerpo. A pesar de ello, vuelve desde el Inframundo, llega donde estaba el dios de la guerra y mientras este hacía notar su victoria a Zeus, aprovecha para quitarle la caja y abrirla. Kratos crece considerablemente y combate a Ares, a quien finalmente asesina. Pero después de su gran tarea, Atenea le admite que ningún héroe, guerrero o incluso dios podía olvidar lo que él había hecho. Totalmente desanimado, Kratos se lanza de la montaña más alta de toda Grecia con el fin de suicidarse, pero al caer al abismo no muere sino que se levanta hasta el lugar donde se lanzó, allí Atenea le explica que si bien Ares está muerto, el puesto de dios de la guerra quedó vacante, por lo que le ofrece un puesto entre los dioses como el nuevo dios de la guerra.
Kratos acepta convirtiéndose en un miembro del Olimpo.

### El asesino de dioses
Tras los acontecimientos del primer God of War, Kratos está al frente de su ejército espartano con el objetivo de conquistar Grecia. Si bien lucha junto a sus guerreros, es atacado por un número de criaturas dirigidas por el gigante Argos, que es enviado por Hera para detener la guerra que él está llevando a cabo. Sin embargo, antes de que Kratos pueda derrotar a la bestia, Argos es asesinado por un desconocido en un esfuerzo para destruir la reputación del antihéroe ante los dioses del Olimpo. Kratos lo persigue a través de Grecia con el fin de descubrir la identidad del líder del asesino que está tratando de poner a los dioses en su contra. Sin embargo, el hijo de Hermes, Cérix, es enviado a entregar un mensaje a Kratos de parte de Zeus, que está cada vez más preocupado con la cantidad de destrucción que Kratos deja tras de sí. Ceryx ordena detenerse a Kratos, pero el dios de la guerra se niega e inicia una gran batalla contra el mensajero. Aprovechando la situación el asesino se escapa. Kratos mata a Cérix y los soldados espartanos lo celebran pero al observar el cuerpo del dios muerto se da cuenta de que Zeus tomará medidas de este acto de rebeldía.

### Cada pasado tiene su fantasma
Ya como dios de la guerra, Kratos sufre una visión en la que su madre le exigía ayuda desde Atlantis. A pesar de los avisos de Atenea de que lo que vio era simplemente un sueño, Kratos dirige una flota a la ciudad. Allí se encuentra con su madre, quien le revela que su hermano Deimos sigue con vida. Al intentar revelarle también la identidad de su padre, Calisto se convierte en un horripilante monstruo al que Kratos se ve obligado a matar. Junto con sus otras batallas en Atlantis, genera la destrucción total de dicha ciudad siendo expulsado a la isla de Creta. Vuelve posteriormente a Esparta para poder llegar al reino de la muerte, donde encuentra a Deimos en los dominios de Tánatos, siendo torturado. Su hermano lo culpa de no haberlo defendido el día de su desaparición y lo enfrenta. La batalla es ganada por Deimos, pero Tánatos interviene e intenta matarlo, a pesar de que Kratos llega a tiempo para evitarlo, el dios de la muerte termina asesinando a su hermano frente al dios de la guerra, quien enfurece totalmente y asesina a Tánatos. Al volver Atenea le revela que está listo para ser un dios. Sin embargo, Kratos jura venganza hacia los dioses.

### El Comienzo del Fin
Un general espartano invoca a Kratos para lograr la tan ansiada "gloria de Esparta" que este había anhelado por años. El dios de la guerra desciende del monte Olimpo a la ciudad de Rodas y comienza a destruir todo a su paso pero un águila se apoya sobre él y comienza a empequeñecerlo hasta devolverlo a su tamaño normal, luego el águila se coloca sobre el Coloso de Rodas y le da vida con la energía robada a Kratos. El espartano cree que ha sido Atenea. Zeus le entrega ayuda a Kratos ofreciéndole la espada del Olimpo con la que el rey de los dioses había acabado la gran guerra de dioses y titanes. Pero cuando Kratos trata de tomarla comienza a perder sus poderes divinos. Al fin quita la espada del suelo y termina con el coloso de Rodas. Pero cuando clamaba dirigiéndose a su padre, la mano del coloso lo impacta accidentalmente y lo daña de gravedad, destruyendo su armadura y dejándolo muy débil. Zeus muestra que era él esa águila que había robado los poderes de Kratos para dárselos al coloso. Zeus entendía que Kratos, intentaría acabar con él, como ocurría en la mitología griega, así que decide matarlo. Ya en el Inframundo, Gaia, la titánide, se presenta ante Kratos junto con los demás titanes y le ofrece ayuda a cambio de que destrone a Zeus del Olimpo. Kratos acepta, sale del Inframundo y comienza su viaje a la isla de la Creación en busca de las hermanas del destino para poder volver al pasado en el momento en que Zeus lo traicionó.
En la isla, Kratos asesina a Teseo, Ícaro, Perseo, Eurýale, el Kraken y el Rey Bárbaro con el que él había acabado cuando Ares acudió en su ayuda. Finalmente, se encuentra con las hermanas del destino y asesina a las tres, pudiendo volver al pasado al momento de la traición de Zeus. Vuelve, se enfrenta a él y lo vence, pero al momento de asesinarlo Atenea se cruza y sacrifica su vida para evitar la muerte de Zeus permitiéndole al dios del trueno escapar. Atenea justifica su acción con el pretexto de que Kratos al asesinar a Zeus acabaría con todo el Olimpo, pero él le dice que si el Olimpo se opone a su venganza entonces el Olimpo también sucumbirá. Atenea entonces le confiesa a Kratos que no puede asesinar a Zeus, dado que se repetiría de este modo el ciclo del hijo mata al padre, dándole a entender que Zeus es su padre. Tras esto, Atenea muere.
Enfurecido, regresa a la cámara de las hermanas del destino para volver nuevamente al pasado, al momento de la gran guerra entre titanes y dioses y se lleva consigo a todos los titanes al presente para poder formular su tan ansiada venganza. Al final del juego, Kratos está sobre Gaia y junto a los demás titanes escalan el monte Olimpo en busca de asesinar a todos sus miembros, pero Zeus no le teme y prepara a los dioses para la batalla final.

### Al final, solo habrá caos
En la guerra entre titanes y dioses olímpicos, Kratos comienza su venganza asesinando brutalmente a Poseidón. Luego cuando se encuentra con Zeus, este arroja al guerrero y a Gaia a un abismo, la titánide traiciona a Kratos para poder salvarse y deja que este caiga en el río de las almas del Inframundo, el cual lo debilita. A la salida de dicho río se encuentra con el fantasma de Atenea quien le ofrece sus consejos, las Espadas del Exilio y decide ayudarlo a matar a Zeus. En su camino se encuentra con una estatua que lo llama "padre". Él, esperanzado con que sea su hija Calíope, se apresura a responder, para entender que era otra niña, Pandora, lo que descubre luego. Luego hace un encuentro con Hades y lo asesina, consiguiendo las preciadas garras de Hades. Luego, Kratos se encuentra con Hefesto, quien le da ciertos consejos y le revela verdades sobre su pasado y el de su hija. Llega a la ciudad de Olimpia donde encuentra a Gaia apenas sostenida. No escucha los pedidos de ayuda de la titánide y le corta la mano con la espada del Olimpo, para arrojarla al vacío. Ya en la ciudad, acaba con Helios para obtener su cabeza. Luego el guerrero espartano se cruza con Hermes, a quien mata para poder robarle sus botas. Se enfrenta y asesina igualmente a su medio hermano Heracles, (también conocido como Hércules) consiguiendo así los Cestus de Nemea.
Llega a las fosas del Tártaro y se enfrenta en una cruenta lucha al titán Cronos, quien cree haber acabado con el espartano al habérselo tragado, pero este le abre un agujero en el estómago que lo debilita, para luego clavar la espada del Olimpo en su frente. Después, en los jardines superiores tiene una discusión con Hera, a quien termina matando por burlarse de Pandora. Kratos supera el laberinto de Dédalo y destruye a los tres jueces para poder acceder a la llama del Olimpo. Al llegar a ella, Pandora intenta sacrificarse pero Kratos la detiene, cuando ella le hace entrar en razón y se decide a dirigirse a la llama del Olimpo para así poder apagarla y que Kratos pueda abrir la caja, aparece Zeus, quien pelea con Kratos (cuya distracción provoca que Pandora logre su cometido) en tres ocasiones. Tras el sacrificio de Pandora, Kratos abre la caja y se da con la sorpresa que la caja se encontraba vacía. Al final de la segunda batalla, aparece la titánide Gaia, quien intenta acabar con ambos pero tanto Kratos como Zeus logran escapar al interior de Gaia, donde tiene lugar la tercera y última batalla. Kratos asesina a Gaia y cree asesinar al padre de los dioses, quien luego emerge de los escombros para matar al espartano. Kratos se refugia en su mente, donde se presentan los viejos y malignos recuerdos que lo atormentan, pero allí aparece Pandora y lo ayuda a perdonarse a sí mismo por todas las cosas malas que hizo en el pasado, liberando el poder de la esperanza que había permanecido oculto en él. Luego, Kratos vuelve a la realidad y finaliza su venganza, asesinando violentamente a Zeus. Luego, Kratos se queda contemplando cómo quedó el mundo, cuando de pronto aparece Atenea exigiéndole el poder de la esperanza, que había usado para matar a Zeus, pero Kratos se niega y desenfunda la espada del Olimpo, pero Kratos no mata a la diosa, sino que atraviesa la espada en su propio cuerpo, liberando la esperanza por todo el mundo. Al final, se puede apreciar que el cuerpo de Kratos no está, pero hay un rastro de sangre que apunta hacia el vacío y al mundo devastado por la muerte de los dioses.

### Un nuevo comienzo
Han pasado muchos años. Kratos vive ahora en las tierras nórdicas, muy lejos de la sombra de los Dioses. Aunque su vida ha permanecido muy tranquila, esta ha dado un cambio con la muerte de Faye, una mujer que conoció y con la que tuvo un hijo llamado Atreus. Faye quería que su cuerpo fuera quemado con troncos encantados, los cuales formaban un área que los protegian de ser descubiertos por enemigos. Kratos, al talar unos cuantos con su hacha Leviatán (la cual le fue entregada por Faye al igual que su escudo), rompió una zona del área que los protegía. Al quemar el cuerpo de su difunta esposa y obtener sus cenizas, Kratos va con Atreus a cazar un ciervo para que el niño pueda practicar con su arco; cuando por fin lo hirieron a tal punto de que no pueda caminar, un trol intenta llevárselo pero cuando Kratos y Atreus lo enfrentan este lo tira, y empieza la primera lucha del viaje, una vez el trol muerto, Kratos y Atreus regresan a casa. Al llegar hablan un rato y después alguien empieza a tocar la puerta, Kratos le ordena a Atreus que se esconda mientras el lidia con el extraño, al verlo, el extraño claramente quería provocar a Kratos diciéndole que sabe de donde proviene, entonces el extraño lo empieza a golpear y Kratos le devuelve el golpe, empezando así su batalla; cuando Kratos logra aturdirlo lo aplasta con una roca pero, cuando se está retirando, el extraño le lanza la roca, dándole a conocer a Kratos que es invulnerable. Una vez más pelean, y Kratos logra aturdirlo otra vez y al hacer esto aprovecha para poder fracturarle el cuello, dejándolo muerto por un tiempo y arrojándolo después a una gran grieta en el suelo que causó su gran batalla.
Después de su pelea va de camino a casa, decidiéndose que ya debe empezar el viaje con Atreus. En el transcurso del viaje irán matando y descubriendo nuevos enemigos (draugrs, cegadores, apariciones, caminantes de Hel, etcétera), así como recursos para su viaje. A casi medio camino encuentran un jabalí de aspecto nunca antes visto, y se les ocurre cazarlo para la práctica de Atreus. Después de perseguirlo (ya herido), este se tira a suelo y al acercarse a él se encuentran con una bruja, la cual se siente indignada al ver al jabalí lastimado y les pide a Kratos y a su hijo que lo levanten y la sigan para curarlo, ya que afirma que es el último de su especie. Al entrar a su cabaña (la cual esta bajo una tortuga gigante e inofensiva) la bruja le pide a Atreus que vaya a buscar unas flores especiales que están en su jardín para poder curar al jabalí; y cuando este se va, la bruja tiene una pequeña conversación con Kratos y esta le revela que sabe quién es y de dónde proviene pero, promete no decir nada. Cuando Atreus regresa le revela a la bruja a donde se dirigen, y cuando están a punto de partir, la bruja les agradece poniéndoles un hechizo que impida que los dioses nórdicos puedan encontrarlos y, dándoles un atajo de camino a la montaña a través de su cueva subterránea (el cual es por mar). Ya saliendo de la cueva ven un lago y en este la estatua de Thor hundida hasta medio cuerpo, y otra que tenía runas (las cuales Atreus sabe leer gracias a su madre) las cuales le ordenaban que tiraran sus armas al mar.

### Se acerca el final y comienzo del Ragnarök
Tres años después de los acontecimientos de la lucha de Kratos y Atreus contra Baldur, se inicia el invierno más temido por todos, el Fimbulwinter. Freya planea vengar a Kratos y Atreus como consecuencia de la muerte de su hijo. Después, Thor y Odín llegan a la casa de Kratos y Atreus para después Kratos pelee contra Thor mientras que Atreus le invitó con Odín a Asgard. Atreus planea y accede con Kratos, Brok y Sindri un nuevo viaje aventurero a Svartalfheim, para rescatar a un "retirado" dios de la guerra nórdico, Týr.
Luego del rescate, Atreus se va a Jotunheim para conocer a Angrboda y posteriormente emprender su nuevo destino y una profecía que tiene que evitar a toda costa, la muerte de Kratos a manos de Thor y que Odín nombra a Atreus como campeón de los Jotnar. Por otro lado, Atreus revela que es Loki. Una vez que Atreus vuelva a Midgard teniendo una emboscada con los caminantes de Hel, Kratos llega enojado para después Atreus explica sin mentirle todo lo que pasará a su propio padre. Más tarde, una valquiria misteriosa (que resulta ser Freya) interviene a ellos y después acepta a regañadientes unir con su ejército para derrotar a Odín. Kratos, Freya y Brok se van a Vanaheim y conocen a sus aliados como Freyr, el hermano de Freya, Lúnda, los elfos Beyla y Byggvir, el viajero Birgir y Hildisvíni, que en ese momento era el jabalí de Freya (quien Atreus lo cazó sin querer).
Luego de romper el hechizo de Odín contra Freya y de la derrota con Nidhögg, Freya finalmente decide perdonar a Kratos luego de la pelea con su hijo.
Mientras tanto, Atreus discute con Sindri sobre los hechos de Odín mataría a Kratos, se desata una pelea que termina con que Atreus decide ir a Asgard como invitado especial por Odín. Atreus conoce a sus amigos, como Skjöldr, Heimdall, Sif, la esposa de Thor, y Thrúd, la hija de Thor. Como trabajo importante de Odín para Atreus y Thor, ambos van a Muspelheim para encontrar la primera parte perdida de la máscara. Por otro lado, Kratos y Freya van a las nornas y "predicen" que en el futuro Heimdall matará a Atreus. Para evitar eso, Kratos, Freya y Brok van a Svartalfheim para crear un arma revolucionaria, la lanza de Draupnir, para posteriormente ser bendecida por un herrero y ser apto para ser solo usado por un dios de la guerra.
De nuevo en Asgard, Atreus y Thrúd van por órdenes de Odín a buscar la otra parte de la máscara perdida en Helheim. Después de eso, Atreus sin querer libera a Garm y éste abre las grietas. Una vez que Atreus vuelva a la casa de Sindri, se dio cuenta de que están los caminantes de Hel llegando por las grietas, y Kratos logra derrotar a todos los caminantes de Hel mientras Atreus y Freya cierran las grietas. Después de eso van a Helheim a derrotar a Garm pero Atreus usa el cuchillo que tiene el alma de Fenrir y lo transfiere al cuerpo de Garm. Después, van a Vanaheim con Freya y el resto del equipo para derrotar a Heimdall (con la ayuda de la lanza de Draupnir) y rescatar a Freyr en la emboscada con los einherjar.
Atreus vuelve a Asgard para completar la máscara y allí el chico se encuentra con Thrúd y con Thor borracho, el cual ayuda a Atreus a encontrar el último trozo, que hallan en la cima de una montaña de Niflheim. En ese momento llega Odín, Sif, esposa de Thor y Hrist y Mist, guerreras valquirias al servicio de Odín. Sif habla con Odín diciendo que menosprecia a su hijo y Thor se enfada con Atreus por el aprecio que tiene su padre hacia él. Atreus huye junto con la máscara a casa de Sindri con una bola que el enano le entregó antes de que viajará a Asgard. Con la máscara en su poder, Týr dice que puede abrir una puerta a Asgard, cosa que a Brok no le cuadra. Tras algunos reclamos por parte del enano, Týr acaba clavándole un cuchillo, desvelándose que el dios de la guerra en realidad era Odín disfrazado. Odín amenaza con matar a Atreus, pero lo suelta y Kratos logra quitarle la máscara a Odín antes de que este escapara. Mientras, Sindri intenta hacer que Brok no muera, pero aun así acaba falleciendo. Antes de eso, confiesa a su hermano que sabe lo que hizo y lo perdona, pero que debe dejarlo ir. Sindri se marcha con su cadáver. Atreus trata de hablar con él, pero este culpa al joven por la muerte de Brok, y le dice que no quiere nada que ver con él, y continúa forjando armas para prepararse para la guerra. Aún con Brok muerto, los protagonistas siguen con el plan de matar a Odín. Kratos y Atreus viajan a Muspelheim, donde se encuentran con Surtr, que encanta las espadas de Kratos y termina clavándoselas en el corazón, lo que provoca que Surtr se transforme en Ragnarök. Pero antes de poder irse, aparecen Hrist y Mist, que tras una batalla, Kratos y Atreus acaban con las dos valquirias. En Midgard, todos los protagonistas se reúnen para prepararse y matar a Odín. Antes del comienzo de la guerra, Kratos vuelve a soñar con Faye, y ella le dice que abra su corazón a todos como se lo abrió a ella. Con todo preparado, Kratos usa el cuerno de Heimdall para viajar a Asgard y allí todos los ejércitos reclutados atacan el muro de Asgard, dando inició a la gran guerra.
Mientras Kratos y Atreus se abren camino, descubren que Odín usa midgardianos como soldados, así que Kratos los salva mientras Atreus destruye el muro. Allí, Thrúd ayuda a los dos protagonistas, pero aparece Thor y se enfrenta a Kratos, pero el dios griego lo derrota y le perdona la vida. Además, lo hace entrar en razón y en ese momento aparece Odín, que quiere que mate a Kratos, pero Thor se niega, así que Odín acaba clavándole la lanza en el corazón a su hijo, matándolo. Ahora Odín se enfrenta a Kratos y Atreus, que son derrotados, pero llega Freya que lo frena con una soga, aunque este se libera e intenta convencer a Atreus de usar la máscara, pero la termina rompiendo y Odín se enfrenta de nuevo a los protagonistas, que lo consiguen derrotar, y Atreus decide pasar el alma de Odín a una de las canicas de Angrboda, logrando cambiar el destino de su padre. En ese momento, aparece Sindri, desolado por la muerte de Brok, y con un golpe de martillo destruye la canica, consiguiendo la venganza por parte de Brok. Con Odín muerto, los protagonistas huyen, pero Ragnarök va a destruir Asgard y Freýr lo frena para que los protagonistas puedan huir, sacrificándose.

## Videojuegos
| Año  | Título                               | Desarrolladora                          | Plataforma | Plataforma | Plataforma | Plataforma | Plataforma | Plataforma | Plataforma | Plataforma     |
| Año  | Título                               | Desarrolladora                          | Sony       | Sony       | Sony       | Sony       | Sony       | Sony       | Otros      | Otros          |
| Año  | Título                               | Desarrolladora                          | PS2        | PSP        | PS3        | PSVita     | PS4        | PS5        | PC         | Teléfono móvil |
| ---- | ------------------------------------ | --------------------------------------- | ---------- | ---------- | ---------- | ---------- | ---------- | ---------- | ---------- | -------------- |
| 2005 | God of War                           | SCE Santa Monica Studio                 |            |            |            |            |            |            |            |                |
| 2007 | God of War II                        | SCE Santa Monica Studio                 |            |            |            |            |            |            |            |                |
| 2007 | God of War: Betrayal                 | Javaground Sony Online Entertainment    |            |            |            |            |            |            |            |                |
| 2008 | God of War: Chains of Olympus        | Ready at Dawn                           |            |            |            |            |            |            |            |                |
| 2009 | God of War: Collection               | SCE Santa Monica Studio Bluepoint Games |            |            |            |            |            |            |            |                |
| 2010 | God of War: Collection               | SCE Santa Monica Studio Bluepoint Games |            |            |            |            |            |            |            |                |
| 2014 | God of War: Collection               | SCE Santa Monica Studio Bluepoint Games |            |            |            |            |            |            |            |                |
| 2010 | God of War III                       | SCE Santa Monica Studio                 |            |            |            |            |            |            |            |                |
| 2015 | God of War III                       | SCE Santa Monica Studio                 |            |            |            |            |            |            |            |                |
| 2010 | God of War: Ghost of Sparta          | Ready at Dawn                           |            |            |            |            |            |            |            |                |
| 2011 | God of War: Origins Collection       | Ready at Dawn SCE Santa Monica Studio   |            |            |            |            |            |            |            |                |
| 2013 | God of War: Ascension                | SCE Santa Monica Studio                 |            |            |            |            |            |            |            |                |
| 2018 | God of War                           | SCE Santa Monica Studio                 |            |            |            |            |            |            |            |                |
| 2022 | God of War: Ragnarök                 | SCE Santa Monica Studio                 |            |            |            |            |            |            |            |                |
| 2023 | God of War: Ragnarök, Valhalla (DLC) | SCE Santa Monica Studio                 |            |            |            |            |            |            |            |                |

### Cronología
El orden de los juegos no está estipulado por su orden de salida al mercado, sino que cada uno cubre una parte de la historia independientemente de cuando salió a la venta.
| Año  | Videojuego                    | Cronología |
| ---- | ----------------------------- | ---------- |
| 2013 | God of War: Ascension         | #1         |
| 2008 | God of War: Chains of Olympus | #2         |
| 2005 | God of War                    | #3         |
| 2010 | God of War: Ghost of Sparta   | #4         |
| 2007 | God of War: Betrayal          | #5         |
| 2007 | God of War II                 | #6         |
| 2010 | God of War III                | #7         |
| 2018 | God of War (2018)             | #8         |
| 2022 | God of War: Ragnarök          | #9         |

## Colecciones
Posteriormente a la salida al mercado de PlayStation 3, ha habido varias compilaciones, para PS3, que integran los juegos que salieron originalmente para otras consolas.

### God of War: Collection
Su lanzamiento fue el 19 de noviembre de 2009 en Norteamérica y el 28 de abril de 2010 en Europa. Es una compilación de los dos God of War que salieron para PlayStation 2, God of War I y II, además, incluye una demo de God of War III.

### God of War: Origins Collection
Su lanzamiento fue el 13 de septiembre de 2011 en Norteamérica y el 16 del mismo mes en Europa.
Incluye las dos ediciones de PSP, Chains of Olympus y Ghost of Sparta. Tiene la opción 3D y definición de hasta 1080p.

### God of War: Saga Collection
Fue lanzado el 28 de agosto de 2012 y desarrollado por SCE Santa Monica Studio, Bluepoint Games y Ready at Dawn Studios, además de tener incluido treinta días (un mes) de acceso a PlayStation Plus. Consta de dos Blu-Ray y un código para descargar la versión digital de los dos juegos de PSP.
Es una recopilación de los juegos salidos hasta 2012 (I, II, III, Chains of Olympus y Ghost of Sparta).

### God of War: Omega Collection
Su salida al mercado se produjo en noviembre de 2012. Incluye God of War: Collection, Origins Collection, III y God of War Ascension, además de una estatuilla de Kratos. Este pack está disponible solamente en América.

## Jugabilidad
Es un juego en tercera persona, con un sistema de ataque heredado de la saga Rygar: The Legendary Adventure que se basa en dos espadas atadas por cadenas que las conectan al espartano. Además, en cada edición del juego se presentan distintos poderes mágicos entregados por diversos Dioses o Titanes, normalmente cinco o seis (excepto en God of War: Betrayal, en el que los tres poderes están sacados del primer God of War). En God of War III se formuló un nuevo sistema que acompañó al de los poderes mágicos, el de los objetos. No gastan magia, sino una barra especial amarilla que se recarga sola rápidamente si está en desuso.
Los combos son otro factor importante: al presionar una serie de botones en un orden determinado, Kratos realizará ataques más espectaculares y dañinos contra sus enemigos. La cantidad de combos se expandió mucho desde el primer God of War hasta el Ascension.
En la parte izquierda superior de la pantalla se encuentra una espada con la cantidad de vida, magia, orbes rojos y la barra amarilla de los objetos. Estos comienzan con un límite considerable y a medida que Kratos junta ojos de Gorgona, plumas de Fénix y cuernos de Minotauro podrá extender los límites de vida, magia y objetos respectivamente. Asesinando enemigos se consiguen los orbes rojos, necesarios para subir de nivel las armas y poderes para poder realizar más combos y aumentar el poder de ataque.
Además, poseen muchos acertijos y rompecabezas. Esto fue modificándose en los juegos subsiguientes, agregándose cofres secretos en distintos lugares que otorgan grandes premios a quien los encuentre.
También cuenta con Quick time events, distintas cinemáticas interactivas donde el jugador debe presionar botones específicos en un determinado tiempo, si el jugador se equivoca en presionar o se tarda demasiado en responder, fallará y deberá repetir la secuencia, en cambio si la efectúa correctamente, producirá gran daño, la eliminación del jefe o enemigo atacado o el avance en segmentos específicos del trayecto.

## Críticas
La mayoría de los juegos fueron recibidos de manera muy positiva, Gamerankings dio calificaciones siempre superiores a 90 (excepto en God of War: Ghost of Sparta). Metacritic recibió cada juego de manera muy similar, siendo el Ghost of Sparta el único God of War que no superó los 90. Los usuarios de esta página calificaron con un 86 a dicho juego. Demostrando que fue el juego que más decepcionó a los seguidores de la serie.
El juego para teléfonos móviles, God of War: Betrayal, fue igualmente bien recibido por la crítica en general, ya que ofrecía combates muy atrayentes mezclados con acertijos y puzles, lo que caracteriza a la saga.[cita requerida]

## Aparición de Kratos en otros juegos
Kratos y la temática de la saga se presentan en diversos juegos de Sony Computer Entertainment, entre ellos están LittleBigPlanet, Hot Shots Golf: Out of Bounds, ModNation Racers, y PlayStation All-Stars Battle Royale.[cita requerida]
Pero no solo videojuegos de Sony, en Mortal Kombat Kratos es un luchador exclusivo de PlayStation 3; posee ataques y combos que se asemejan mucho al Kratos de God of War III. Además de Soulcalibur: Broken Destiny.

## La nueva saga deGod of War
A través de filtraciones de artworks para un tentativo reinicio de la franquicia, se empezó a especular respecto a un nuevo videojuego que cambiaría totalmente el escenario y las deidades involucradas del juego. Posteriormente en el E3 de 2016 SCE Santa Mónica Studio sorprendió gratamente a todos con su tráiler para el nuevo juego: God of War. Este juego hizo las veces de secuela y reinicio de la saga (algo similar a lo ocurrido con Resident Evil 4). Este nuevo juego continúa la historia protagonizada por Kratos, presentando como escenario un ambiente totalmente distinto al de la antigua Grecia. Este juego ubica a Kratos en las tierras nórdicas de escandinavia (lo que los vikingos llamarían Midgard), regida por los dioses de Asgard. No solo el personaje sino también su equipamiento cambia bastante. Sus espadas de caos han sido reemplazadas por un hacha, se lo ve con una larga barba que lo acerca a la estética de un vikingo, su carácter se ha serenado bastante y va acompañado de su hijo, Atreus. El juego se estrenó el 20 de abril de 2018, en exclusiva para la consola PlayStation 4.